# Duckow
Duckow ist ein Ortsteil der Stadt Malchin im Landkreis Mecklenburgische Seenplatte.

## Geografie und Verkehr
Duckow liegt etwa drei Kilometer südöstlich von Malchin. Die Bundesstraße 104 von Lübeck nach Linken verläuft nördlich des Ortes. Durch das Ortsgebiet fließt die Ostpeene. Zur Ortschaft Duckow gehört das Dorf Pinnow. 

## Geschichte
Duckow wurde erstmals in einer Urkunde von 1226 erwähnt. Der Ort war jahrhundertelang in Besitz der Familie von Maltzahn. Trotz verschiedener Erbteilungen innerhalb der Familie und den Familienzweigen blieben Pinnow als Hauptgut (ab 1210 mit einigen Unterbrechungen bis 1945) und Duckow als Nebengut im Besitz der Maltzahns.
Mehrere Maltzahnschen Besitzungen an der Ostpeene, darunter auch Duckow und der Ortsteil Pinnow, bildeten die säben Dörper, eine pommersche Exklave umgeben von Mecklenburger Gebiet. 1937 kamen diese Dörfer vom Kreis Demmin zum mecklenburgischen Kreis Malchin.
Das zweigeschossige Gutshaus (Herrenhaus) Pinnow stammt aus dem 18. Jahrhundert; Umbauten fanden 1840 statt, danach wurde der Gutspark angelegt. Der Ort wurde am 1. Januar 1951 eingemeindet.
Nach 1989 fanden viele Verbesserung der Ortsgestaltung statt. Duckow erhielt Zugang zu einer zentralen Abwasseranlage.
Bis zum 1. Januar 2005 war die Gemeinde Teil des Amtes Am Kummerower See und war danach Teil des Amtes Malchin am Kummerower See. Zum 1. Januar 2019 wurde sie in die Stadt Malchin eingemeindet. Letzter Bürgermeister war Erhardt Galinat (CDU).

## Sehenswürdigkeiten

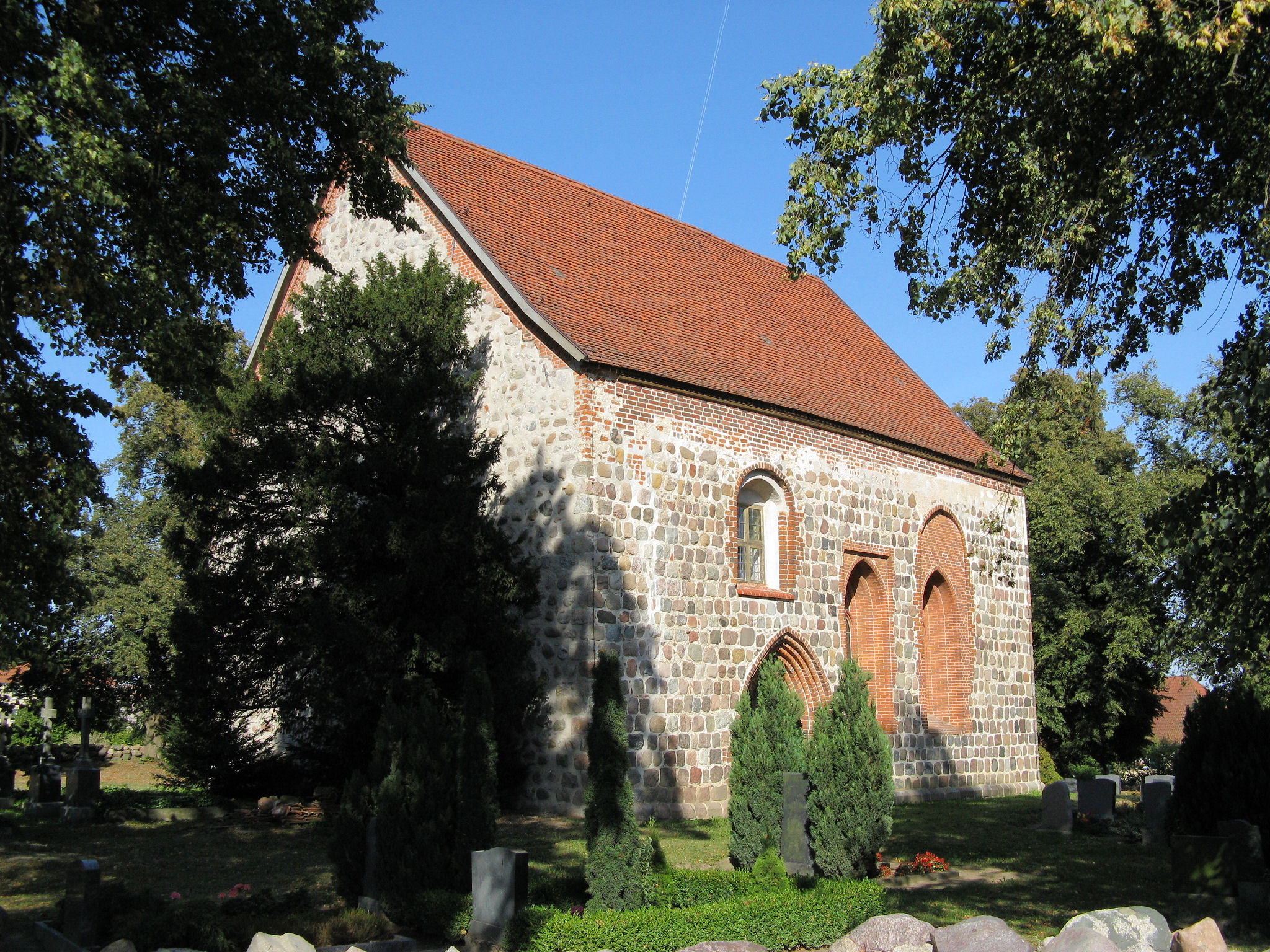
Dorfkirche Duckow

- Feldsteinkirche aus dem späten 13. Jahrhundert mit Barockorgel von Matthias Friese und mit Glockenstuhl
- Gutshaus Pinnow (18. Jahrhundert; Umbauten 1840) sowie Gutsanlage. Das Gutshaus befindet sich heute wieder im Eigentum der Familie von Maltzahn.
- Landschaftspark Pinnow nach Plänen von Peter Joseph Lenné aus den 1840er Jahren

## Sport
- Mecklenburger Poloclub Pinnow e. V.[3]